# Liste der Biografien/Mald
Liste der Biografien |
Portal Biografien |
Personensuche
# |
A |
B |
C |
D |
E |
F |
G |
H |
I |
J |
K |
L |
M |
N |
O |
P |
Q |
R |
S |
T |
U |
V |
W |
X |
Y |
Z |
?
 
Ma |
Mb |
Mc |
Md |
Me |
Mf |
Mg |
Mh |
Mi |
Mj |
Mk |
Ml |
Mm |
Mn |
Mo |
Mp |
Mq |
Mr |
Ms |
Mt |
Mu |
Mv |
Mw |
Mx |
My |
Mz
 
Maa |
Mab |
Mac |
Mad |
Mae |
Maf |
Mag |
Mah |
Mai |
Maj |
Mak |
Mal |
Mam |
Man |
Mao |
Map |
Maq |
Mar |
Mas |
Mat |
Mau |
Mav |
Maw |
Max |
May |
Maz
 
Mala |
Malb |
Malc |
Mald |
Male |
Malf |
Malg |
Malh |
Mali |
Malj |
Malk |
Mall |
Malm |
Maln |
Malo |
Malp |
Malq |
Malr |
Mals |
Malt |
Malu |
Malv |
Malw |
Maly |
Malz
Die Liste der Biografien führt alle Personen auf, die in der deutschsprachigen Wikipedia einen Artikel haben. Dieses ist eine Teilliste mit 61 Einträgen von Personen, deren Namen mit den Buchstaben „Mald“ beginnt.

## Mald

### Malda
- Malda, Rob (* 1976), US-amerikanischer Begründer der Webseite Slashdot
- Maldacena, Juan (* 1968), argentinischer Physiker
- Maldacker, Anika (* 1988), deutsche Journalistin
- Maldacker, Max (* 1955), deutscher Diplomat, deutscher Generalkonsul in Lyon
- Maldaner, Bruno (1924–2008), brasilianischer Geistlicher, römisch-katholischer Bischof von Frederico Westphalen
- Maldaque, Elly (1893–1930), deutsche Lehrerin
- Măldărășanu, Marius (* 1975), rumänischer Fußballspieler
- Maldarelli, Ernesto (1850–1930), italienischer Holzschnitzer, Kunsttischler und Bildhauer

### Malde
- Maldeghem, Carl Philip von (* 1969), deutscher Regisseur und Intendant
- Maldeikienė, Aušra (* 1958), litauische Ökonomin, Politikerin, Publizistin, Wirtschaftspädagogin
- Maldeikis, Eugenijus (* 1958), litauischer Politiker, MdEP
- Maldeikis, Matas (* 1980), litauischer Politiker
- Malden, Karl (1912–2009), US-amerikanischer SchauspielerKarl Malden (1912–2009)

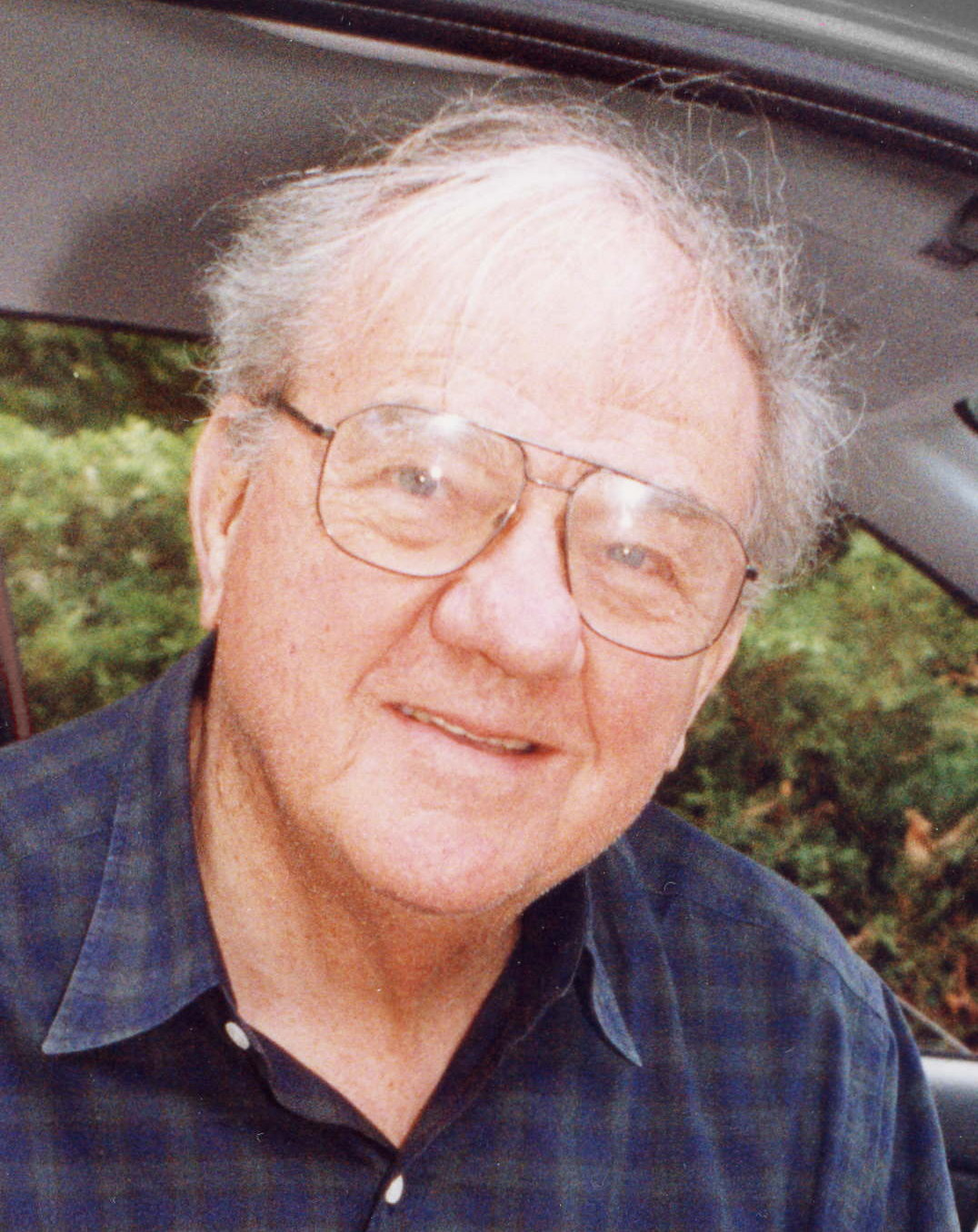
Karl Malden (1912–2009)

- Maldener, Fritz (1935–2011), deutscher Jazz-Pianist, Komponist und Arrangeur
- Maldera, Aldo (1953–2012), italienischer Fußballspieler
- Maldere, Pieter van (1729–1768), Komponist und Violinist der Vorklassik
- Malderen, Laurence van (* 1981), belgische Basketballspielerin
- Malderus, Johannes (1563–1633), römisch-katholischer Theologe, Hochschullehrer und Bischof

### Maldi
- Maldifassi, Stefano (* 1970), italienischer Skeletonpilot
- Maldiney, Henri (1912–2013), französischer Philosoph und Autor
- Maldini, Cesare (1932–2016), italienischer Fußballspieler und -trainer
- Maldini, Daniel (* 2001), italienisch-venezolanischer Fußballspieler
- Maldini, Federico Nilo (* 2001), italienischer Sportschütze
- Maldini, Paolo (* 1968), italienischer FußballspielerPaolo Maldini (* 1968)

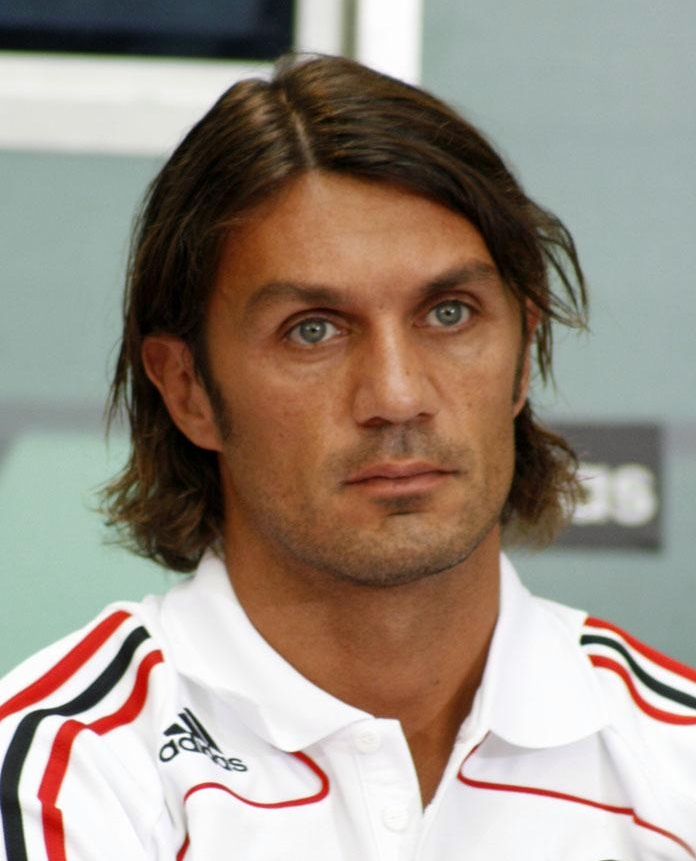
Paolo Maldini (* 1968)

### Maldo
- Maldonado Aguirre, Alejandro (* 1936), guatemaltekischer Jurist und Politiker
- Maldonado Barreno, Victor Manuel (1927–2025), ecuadorianischer römisch-katholischer Ordensgeistlicher, Weihbischof in Guayaquil
- Maldonado Gemio, José (* 1962), bolivianischer Politiker, Mitglied des Abgeordnetenhauses
- Maldonado Monsalve, Luis Albeiro (* 1958), kolumbianischer Geistlicher, römisch-katholischer Bischof von Mocoa-Sibundoy
- Maldonado, Abel (* 1967), US-amerikanischer Politiker
- Maldonado, Adriana López (* 1990), spanische Politikerin (PSOE), MdEP
- Maldonado, António, portugiesischer Astrologe und Mathematiker
- Maldonado, Benjamín (* 1928), bolivianischer Fußballspieler
- Maldonado, Claudio (* 1980), chilenischer Fußballspieler
- Maldonado, Danilo (* 1983), kubanischer Graffiti-Künstler und politischer Aktivist
- Maldonado, Fernando Z. (1917–1996), mexikanischer Musiker
- Maldonado, Francisco (* 1981), spanischer Fußballspieler
- Maldonado, Giancarlo (* 1982), mexikanischer Fußballspieler
- Maldonado, Jesús E., mexikanisch-US-amerikanischer Genforscher und Mammaloge
- Maldonado, Juan (1533–1583), spanischer Jesuit
- Maldonado, Kirstin (* 1992), US-amerikanische Sängerin, Songwriterin und Mitglied der A-cappella-Gruppe PentatonixKirstin Maldonado (* 1992)

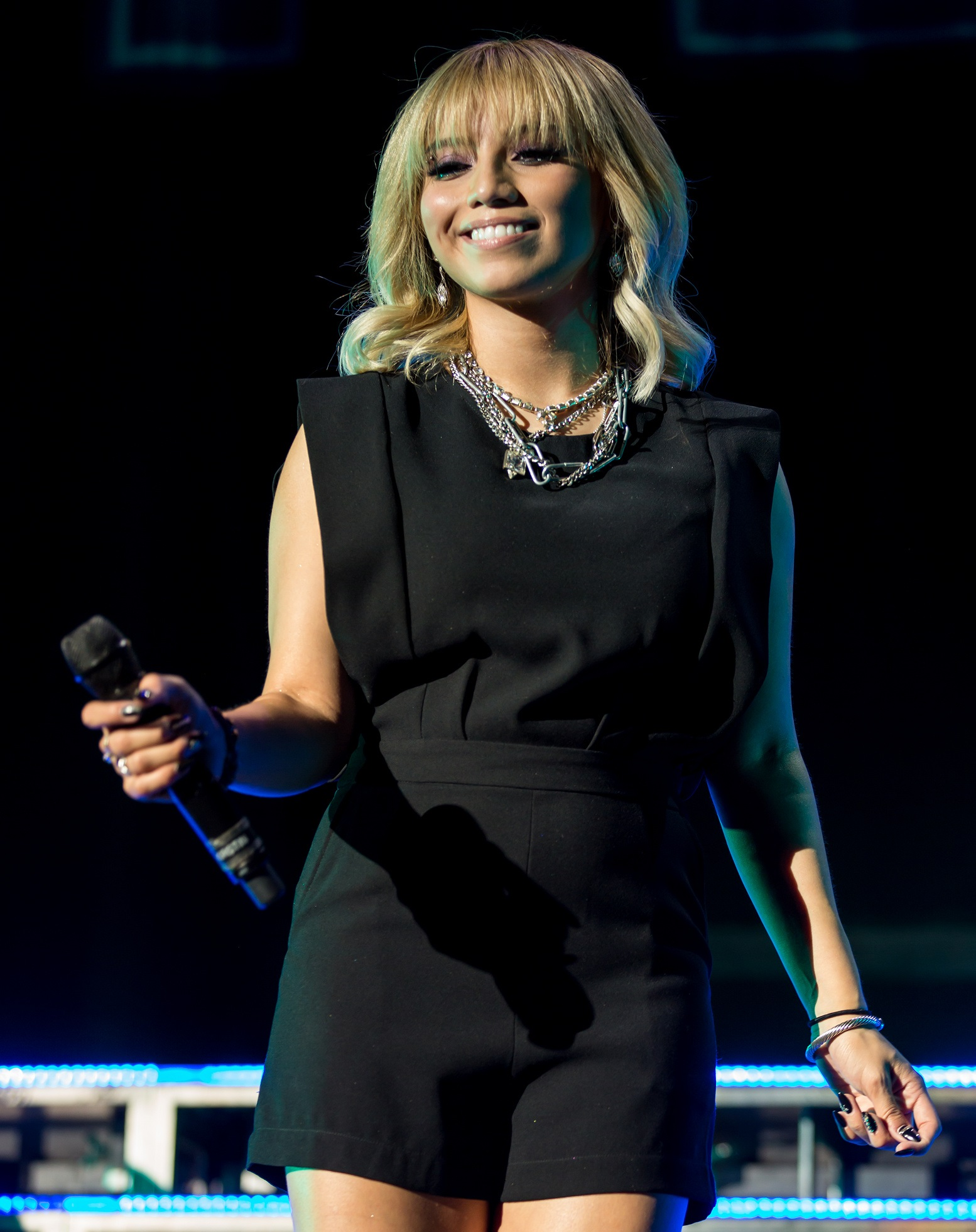
Kirstin Maldonado (* 1992)

- Maldonado, Leiomy (* 1987), US-amerikanische Tänzerin und Choreografin
- Maldonado, Lino (* 1990), chilenischer Fußballspieler
- Maldonado, Lourdes (1955–2022), mexikanische Journalistin
- Maldonado, Luis (* 1985), uruguayischer Fußballspieler
- Maldonado, Manuel (* 1999), venezolanischer Autorennfahrer
- Maldonado, Mario (* 1949), chilenischer Fußballspieler
- Maldonado, Martín (* 1986), US-amerikanischer Baseballspieler
- Maldonado, Miguel (* 2002), ecuadorianischer Leichtathlet
- Maldonado, Orlando (* 1959), puerto-ricanischer Boxer
- Maldonado, Pastor (* 1985), venezolanischer AutomobilrennfahrerPastor Maldonado (* 1985)

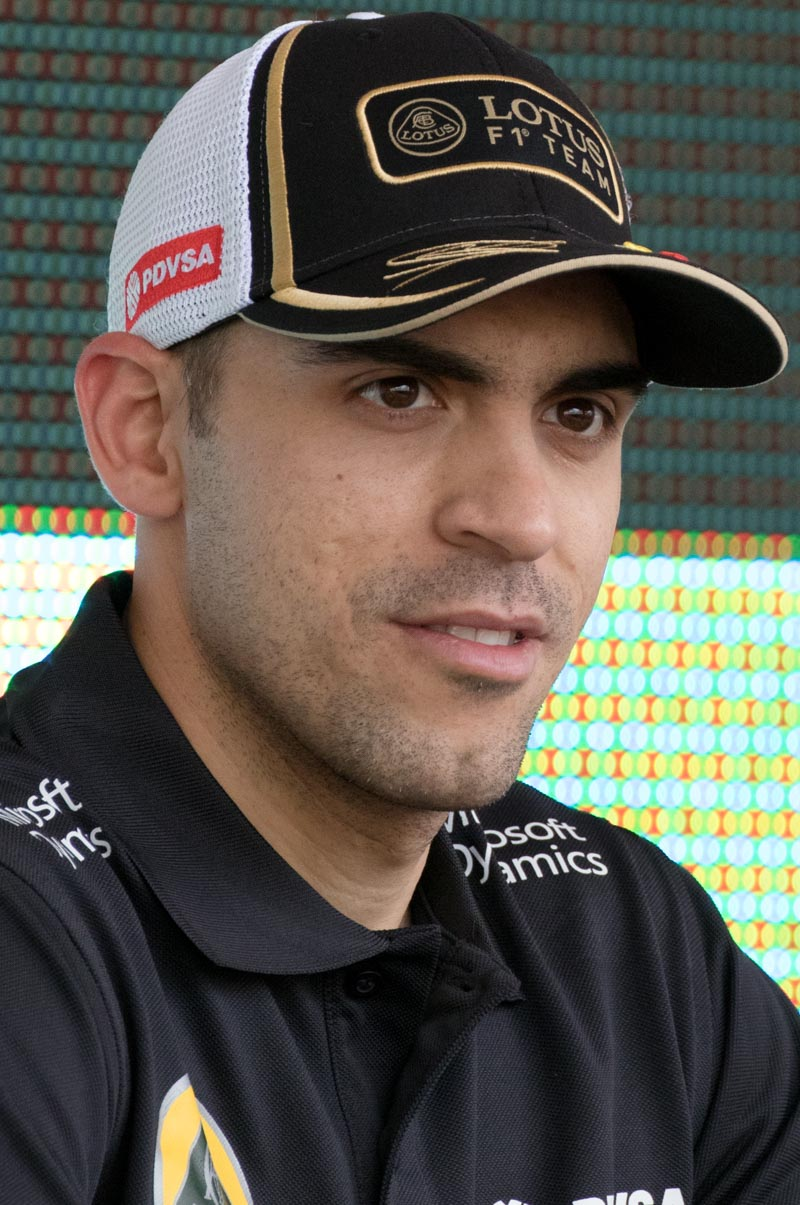
Pastor Maldonado (* 1985)

- Maldonado, Pedro Vicente (1704–1748), Universalgelehrter, Kartograph
- Maldonado, Roberto (* 1936), puerto-ricanischer Degenfechter
- Maldonado, Santiago (1989–2017), argentinischer Menschenrechtsaktivist
- Maldonado, Tomás (1922–2018), argentinischer Maler, Designer und Autor
- Maldonado, Víctor Alfonso (1906–1976), mexikanischer Botschafter
- Maldonado-Ocampo, Javier A. (1977–2019), kolumbianischer Ichthyologe und Ökologe
- Maldoner, Leonard Leopold (1694–1765), vorderösterreichisch-deutscher und Schweizer Archivar und Historiker
- Maldoom, Royston (* 1943), englischer Choreograf
- Maldoror, Sarah (1929–2020), französische Filmregisseurin

### Maldy
- Maldybajew, Abdylas (1906–1978), kirgisischer Komponist und Opernsänger mit der Stimmlage Tenor
- Maldybajew, Almas (* 1971), kasachischer Unternehmer